# Великич, Драган
Драган Великич (серб.  Драган Великић; род. 3 июля 1953, Белград, СФРЮ) — известный современный сербский писатель, эссеист, журналист, дипломат.

## Биография
Окончил филологический факультет Белградского университета. В 1994—1999 работал редактором на Radiо B’92, его статьи помещались на страницах печатных изданий Сербии («НИН», «Време», «Данас» и «Репортер») и Германии.
С июня 2005 года — посол государственного союза Сербия и Черногория в Австрии, с мая 2006 года после выхода Черногории из союза, продолжал исполнять обязанности посла Сербии в Вене (до 2013 года).

## Творчество
Автор романов, сборников повестей, рассказов и эссе.

## Романы
- «Via Pula» (1988),
- «Астраган» («Каракуль», 1991),
- «Hamsin 51» («Хамсин 51», 1993),
- «Себерни зид» («Северная стена», 1995),
- «Дантеов трг» («Площадь Данте», 1997),
- «Случај Бремен» («История с Бременом», 2001),
- «Досије Домашенски» («Досье Домашевская», 2003),
- «Руски прозор» («Русское окно», 2007)
- «Бонавиа»
- «Иследник» («Следователь», 2015)

## Сборники рассказов
- «Ложное движение» (1983) ,
- «Зимний сад» (1985)
- «Белград» (рассказ)

## Сборники эссе
- «Yu-тлантида» (1993),
- «Свалка» (1994)
- «Положение вещей» (1998).

Романы, рассказы и эссе Д. Великича переводились на немецкий, французский, итальянский, английский, выходили на словенском, чешском, испанском, венгерском, румынском, польском, голландском и русском языках.

## Премии
- Премия имени М. Црнянского за роман «Via pula» (1988)
- Стипендия Фонда Борислава Пекича за роман «Себерни зид»
- Премия журнала НИН за роман «Руски прозор» (2007)
- Премия Mitteleuropa Preis за роман «Руски прозорец» (2008)
- Премия «Меша Селимовича» за роман «Руски прозорец» (2009)
- Премия журнала НИН за роман «Иследник» (2015)